# كمرة آي

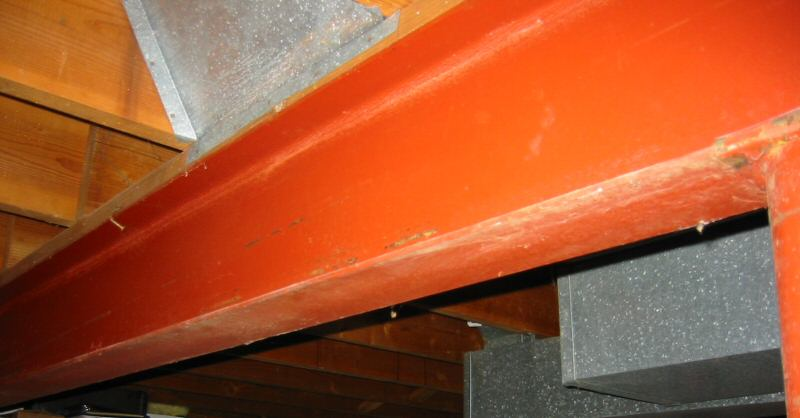

كمرة آي، والمعروفة أيضًا باسم كمرة إتش (بالنسبة للعمود العالمي) وكمرة دبليو (الشفة العريضة) والكمرة العالمية وعارضة الصلب المدلفن أو تي المزدوج (خاصة في البولندية والبلغارية والإسبانية والإيطالية والألمانية)، هي كمرة ذات قطاع عرضي على شكل حرف آي أو إتش. العناصر الأفقية لكمرة آي هي الشفاه، والعنصر الرأسي هو »العصا«. تُصنع كمرات آي عادةً من الصلب الإنشائي وتُستخدم في البناء والهندسة المدنية.
تقاوم العصا قوى القص، بينما تقاوم الشفاه معظم قوى الانحناء التي تتعرض لها الكمرة. تُظهر معادلة كمرة أويلر-بيرنولي أن القطاع على شكل حرف آي هو شكل فعال للغاية لنقل كلٍ من أحمال الانحناء والقص في مستوى العصا. من ناحية أخرى، فإن المقطع العرضي لديه قدرة مخفضة في الاتجاه العرضي، كما أنه غير فعال في نقل الالتواء، والذي يُفضل فيه القطاعات الإنشائية المجوفة.

## التاريخ
سجل ألفونس هالبو من شركة فورغز دي لا بروفيدينس في عام 1849 براءة اختراع لطريقة إنتاج كمرة آي، المدلفنة من قطعة واحدة من الصلب.
كانت بيثليهم موردًا رائدًا للصلب الإنشائي المدلفن لمختلف القطاعات العرضية في الجسر الأمريكي وأعمال ناطحات السحاب في منتصف القرن العشرين. اليوم، حلت القطاعات العرضية المدلفنة جزئيًا في مثل هذا العمل من خلال القطاعات العرضية المُصنعة. 

## نظرة عامة
هناك نوعان من أشكال كمرة آي القياسية:
- كمرة آي المدلفنة، تتشكل من الدلفنة على الساخن أو الدلفنة على البارد أو البثق (اعتمادًا على المواد).
- عوارض لوحية، تتشكل عن طريق لحام الألواح (أو أحيانًا بالمسامير أو البرشام).

تُصنع كمرات آي من الصلب الإنشائي ولكن يمكن تشكيلها أيضًا من الألومنيوم أو مواد أخرى. تُعد عارضة الصلب المدلفن نوعًا شائعًا من كمرة آي –تُقدم أحيانًا بشكل غير صحيح على أنها عوارض من الصلب المسلح. تحدد المعايير البريطانية والأوروبية أيضًا الكمرات العالمية والأعمدة العالمية. تحتوي هذه القطاعات على شفاه متوازية، على عكس السمك المتغير لشفاه عارضة الصلب المدلفن التي نادرًا ما تُدلفن في المملكة المتحدة. تكون الشفاه المتوازية أسهل في الاتصال والتخلص من الحاجة إلى الفلكات الحديدية المسننة. يكون للأعمدة العالمية عرض وعمق متساويين أو شبه متساويين وأكثر ملاءمة للتوجيه الرأسي لنقل الحمل المحوري، مثل: الأعمدة في المباني متعددة الطوابق، في حين أن الكمرات العالمية طولها أكبر بكثير من عرضها بشكل ملحوظ وهي أكثر ملاءمة لنقل حمل الانحناء، مثل: عناصر الكمرة في الطوابق.
أصبحت كمرات آي المصممة من الخشب مع الألواح الليفية و/أو الخشب الرقائقي شائعة أيضًا بشكل متزايد في البناء، خاصةً في المباني السكنية، لأنها أخف وأقل عرضة للتشوه من العوارض الخشبية الصلبة. ومع ذلك، كانت هناك بعض المخاوف من فقدانها السريع لقوتها في الحريق في حالة عدم حمايتها.

## التصميم
تُستخدم كمرات آي على نطاق واسع في صناعة البناء ومتاحة في مجموعة متنوعة من الأحجام القياسية. تُتاح الجداول للسماح بالاختيار السهل لحجم كمرة آي من الصلب المناسب للحمل المُطبق المُعطى. يمكن استخدام كمرات آي ككمرات وكأعمدة.
يمكن استخدام كمرات آي بمفردها، أو كقطاع مركب مع مادة أخرى، وعادةً ما تكون الخرسانة. قد يخضع التصميم لأي من المعايير التالية:
- الترخيم: تُختار صلابة كمرة آي لتقليل الترخيم.
- الاهتزاز: تُختار الصلابة والكتلة لمنع الاهتزازات غير المقبولة، خاصةً في الأوضاع الحساسة للاهتزازات، مثل: المكاتب والمكتبات.
- فشل الانحناء عن طريق الخضوع: حيث يتجاوز الإجهاد في القطاع العرضي إجهاد الخضوع.
- فشل الانحناء عن طريق الانبعاج الالتوائي الجانبي: حيث تميل شفة في منطقة الضغط إلى الإبزيم جانبيًا أو أبازيم القطاع العرضي بأكمله بشكل التوائي.
- فشل الانحناء من خلال التواء محلي: حيث تكون الشفة أو العصا رفيعة جدًا بحيث يمكن ربطها محليًا.
- الخضوع المحلي: ناتج عن الأحمال المركزة، مثل: عند نقطة دعم الكمرة.
- فشل القص: حيث تفشل العصا. تفشل العصي الرفيعة بالانبعاج والتموج في ظاهرة تُسمى سلوك منطقة الشد، ولكن يُقاوم فشل القص أيضًا من خلال صلابة الشفاه.
- الانبعاج أو خضوع العناصر: مثلًا في الدعامات المستخدمة لتوفير التوازن لعصا كمرة آي.